# 岬奈子
岬奈子（日语：／ Misaki Nako，1998年或1999年3月8日—），是日本兵庫縣出身的女性聲優，Holy Peak所屬。

## 人物簡歷
2020年12月14日，岬奈子獲選為《Love Live! Superstar!!》嵐千砂都的聲優。
2021年6月19日，岬奈子出现发热症状，并于6月20日被检测为2019冠狀病毒病阳性。截至6月21日，岬奈子状况稳定，并在自家疗养中。
2021年7月2日，岬奈子自家療養結束，重新開始活動。
2021年10月6日，岬奈子因接種2019冠狀病毒病疫苗後出現副作用，缺席該本日直播活動。
2022年1月29日，岬奈子因發燒的因素，導致缺席該本日直播活動，其他成員依舊維持原狀進行直播。
2022年2月9日，岬奈子早前因檢測2019冠狀病毒病確認為陽性而一直在家休養，經過保健院觀察後判斷已能完結休養期，從即日起正式復工。

## 出演作品
※ 粗體字為主要角色

### 電視動畫
2021年
- Love Live! Superstar!!（嵐千砂都）

2022年
- Love Live! Superstar!!（第2期）（嵐千砂都）

2024年
- Love Live! Superstar!!（第3期）（嵐千砂都[9]）

2025年
- 轉生為第七王子，隨心所欲的魔法學習之路（ラミィ[10]）

## 外部連結
- 官方網站 （页面存档备份，存于）
- 岬奈子的X（前Twitter）